# Antun Jančikić
Antun Jančikić (zvan Jančo ili čika Jančo), tamburaš iz Osijeka, svira kontru.
Svirati je počeo 1949. godine u "Josipu Krašu". Tu se zadržao do 1954. godine kad je osnovano Slavonsko tamburaško društvo (STD) "Pajo Kolarić". Nije odmah prešao u to društvo (to je učinio tek 1961. godine), već je osnovao Tamburaško društvo "Grafičar", koje je čak osvojilo 2. mjesto na tamburaškom festivalu.
Ubrzo nakon prelaska u STD "Pajo Kolarić", snimio je i prvu ploču s Verom Svobodom. Godine 1979. otišao je u Ameriku, a 1980. osnovao je sastav "Slavonski đerdan".